# シュヴァルの理想宮

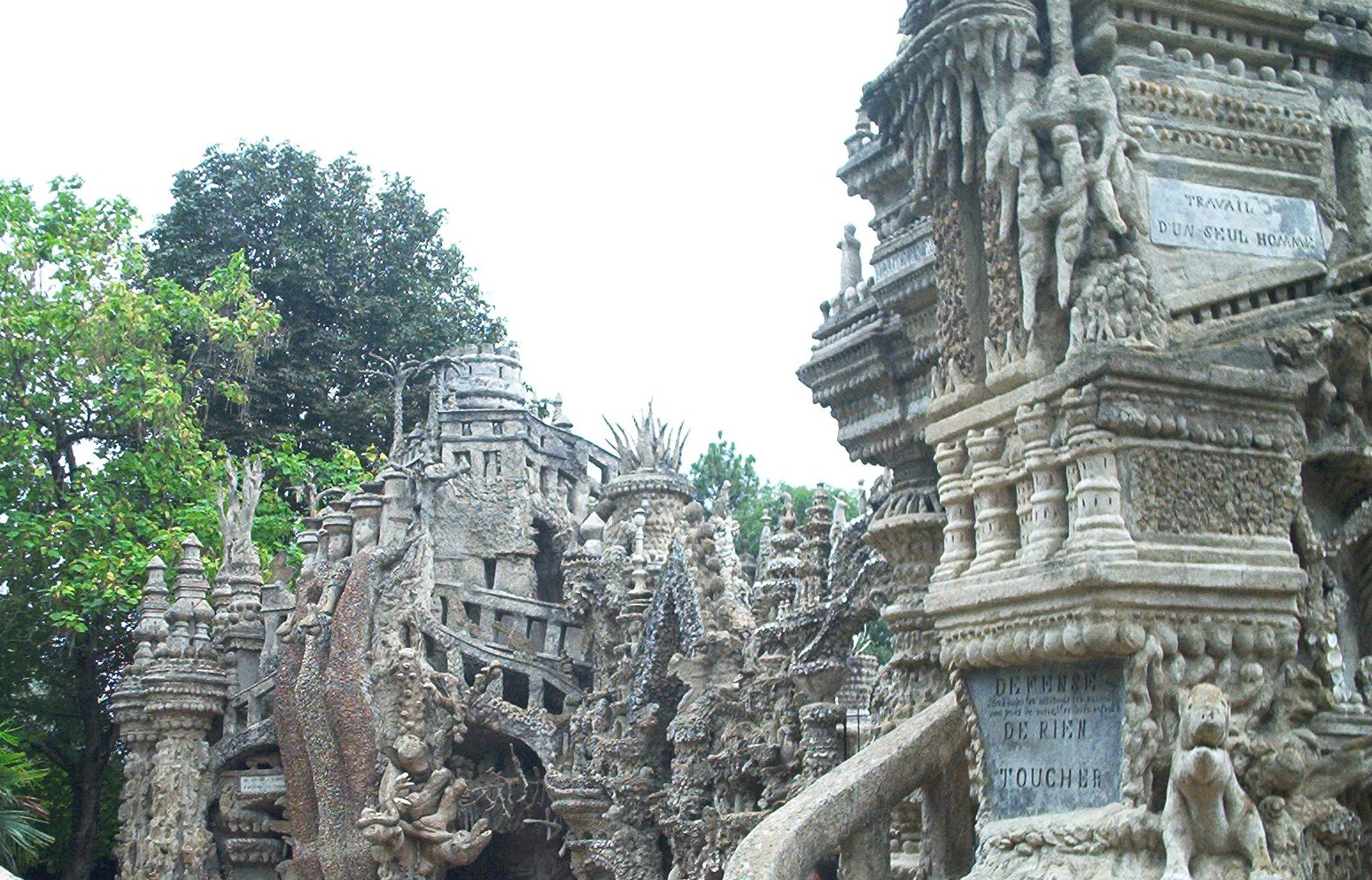
シュヴァルの理想宮

シュヴァルの理想宮（シュヴァルのりそうきゅう、フランス語: Palais idéal du facteur Cheval）は、フランスに存在する建築物。入り口に書かれた文字より「理想宮」と呼ばれ、ナイーヴ・アートの一つとみなされている。
アウトサイダー・アートの幻視の風景（Visionary environment）と呼ばれる造形されたアウトサイダー・アートに分類される。

## 建造

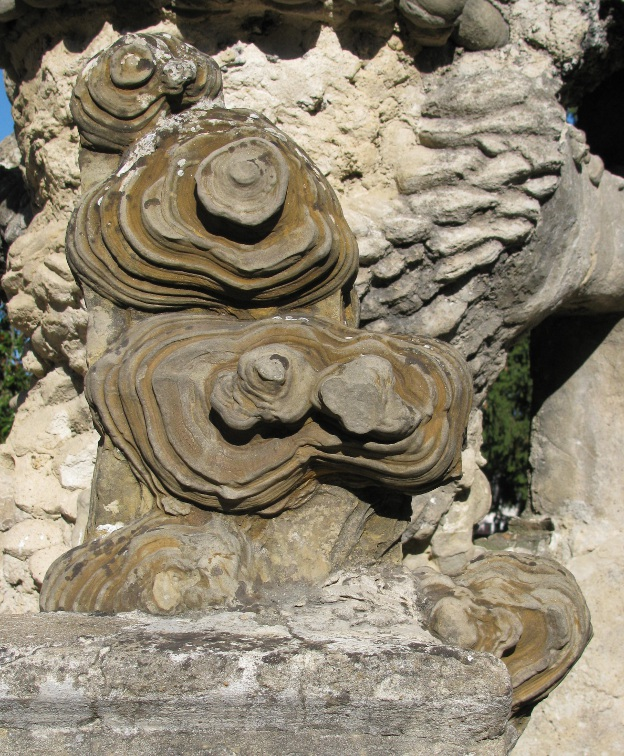
理想宮の原点となった"La pierre d'achoppement"（つまずきの石） - 西のファサードのテラスに設置

1879年、フランス南部の片田舎であるドローム県オートリーブにおいて郵便配達夫であるフェルディナン・シュヴァルは、ソロバン玉が重なったような奇妙な形をした石につまずいた。

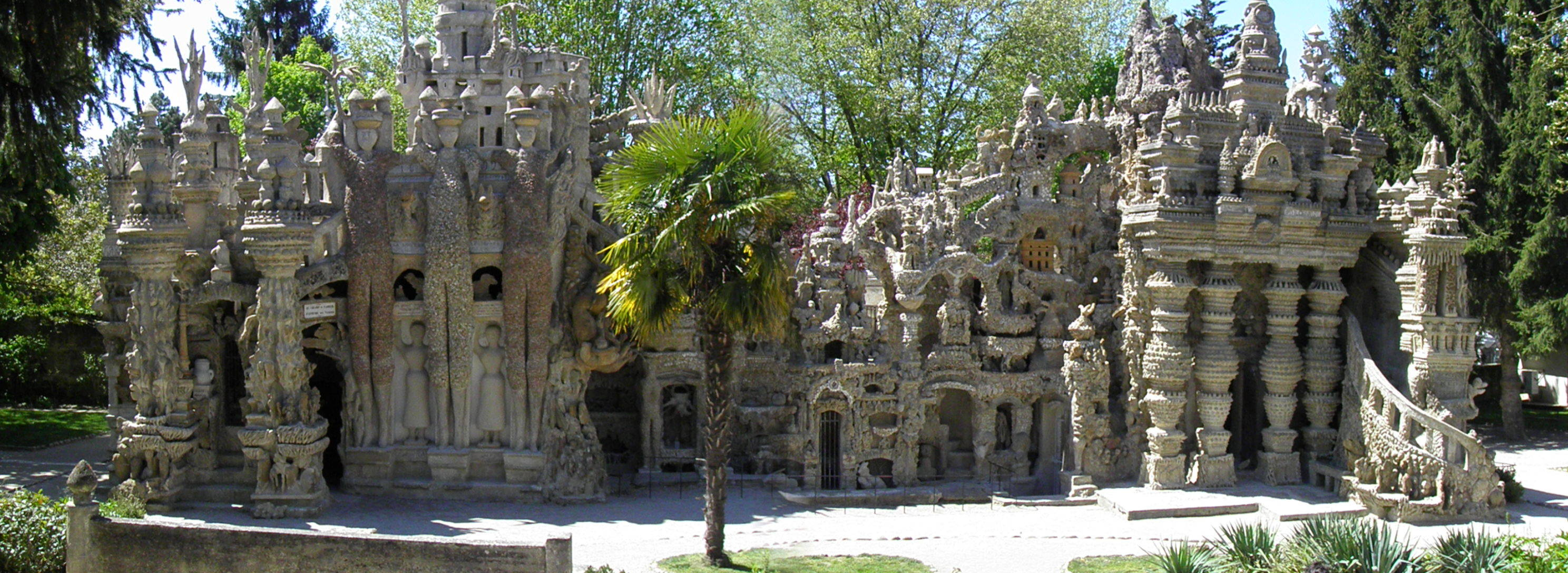
全景

その石から何らかのインスピレーションを得たシュヴァルは、以降、配達の途上石に目をつけ、仕事が終わると石を拾いにいき、自宅の庭先に積み上げるという行為を続ける。
1912年、33年の月日を経て宮殿の「建設」は終了。
村人達からは変人の所業として白い眼で見られたが、徐々にマスコミに取り上げられるようになり、見物客が訪れるようになった。
シュヴァル自身は、この宮殿には居住せず、地下に墓所を造り、家族と一緒に「エジプトのファラオ」のように埋葬されることを望んでいたが、教会や村人たちの反対で断念。村営墓地に、理想宮に似た小規模な墓所を造った。
シュヴァル没後、シュールレアリスムの詩人アンドレ・ブルトンが「宮殿」を称賛、詩を作成。
現在、フランス政府により国の重要建造物に指定され、修復も行われている。
建設の経緯は2018年に『シュヴァルの理想宮 ある郵便配達員の夢』として映画化されている。

## 建造主
シュヴァルは田舎の郵便配達夫であり、石工、建築の知識はなんら持ち合わせていなかった。
徒歩で配達をしながら（当時、車や自転車は存在せず、もっぱら徒歩での移動が主であった）、時折、配達物の中に見られる絵葉書から、外国に思いを馳せていたという。
- 1836年、オートリーブの南。ロマンとオートリーブのほぼ中間に位置する小さな村シャルムで生まれる。
- 1864年、長男の誕生を機に、オートリーヴに戻る。
- 1867年、郵便配達夫に就任。
- 1879年、石につまずく。理想宮の建設開始。(郵便配達夫以前はリヨンでパン職人をしていたため、手先は器用であったと思われる)
- 1894年、最愛の娘アリスが病死。
- 1896年、郵便配達夫を退職。
- 1912年、理想宮完成。
- 1924年8月19日、永眠。88歳。
- 1937年、ピカソがこの地を訪れ絶賛し、シュバル（フランス語で馬の意味）にちなんで馬の素描を描く
- 1969年、フランスの重要建造物に指定
- 2018年、映画『シュヴァルの理想宮 ある郵便配達員の夢』公開

## 関連書籍
- 『シュヴァル 夢の宮殿をたてた郵便配達夫』 岡谷公二文　山根秀信絵 福音館書店 たくさんのふしぎ傑作集　2016